# Niente cchiù/'A voce 'e ll'ammore
Niente cchiù/'A voce 'e ll'ammore, pubblicato nel 1965, è un singolo del cantante italiano Mario Trevi.

## Storia
Il disco contiene due brani inediti di Mario Trevi. Il brano Niente cchiù è presentato da Trevi e Mimmo Rocco al Festival di Napoli 1965.

## Tracce
Lato A
- Niente cchiù  (Della Gatta)

Lato B
- 'A voce 'e ll'ammore  (Alfieri-Sorianis)

## Incisioni
Il singolo fu inciso su 45 giri, con marchio Durium- serie Royal (QCA 1344).
Direzione arrangiamenti: M° Eduardo Alfieri.